# Wapen van Sneek

Het Wapen van Sneek.

Het Wapen van Sneek  bestaat uit een wapenschild, vastgehouden door een wildeman en een leeuw. Het wapen komt voor het eerst voor op een zegel uit 1422.
De leeuw, rechts, staat waarschijnlijk voor een reis van de machtige Sneker hoofdeling Rienck Bockema naar het Heilige Land. De leeuw is een verwijzing naar de Leeuw van Juda. De herkomst van de Leeuw valt echt historisch niet voor volle zekerheid te staven. De wildeman, links, is een waarschijnlijk verwijzing naar de strijd die Bockema voerde tegen de heidenen in Litouwen en Pruisen. Deze figuur wordt ook wel verklaard als een verwijzing naar de vroegere bewoning van het gebied. 
Op de linkerhelft van het wapenschild staat een halve Friese adelaar, die in de regio als herkenningsteken meer voorkomt op schilden. De rechterhelft bestaat uit drie boven elkaar geplaatste kronen, deze vorm van weergave is zeer zeldzaam. Dit heraldische teken houdt naar alle waarschijnlijkheid verband met een Karelsprivilege van Karel de Grote aan het Gewest Friesland, die het begin tekent van de Friese Vrijheid. Dit hield in dat het gewest zijn eigen rechtspraak mocht voeren. Het origineel van dit vrijheidsprivilege is bij een stadsbrand in 1457 verloren gegaan, zo wordt nu aangenomen.
De kroon van het wapen bestaat uit drie bladeren en twee parels. Het schild bestaat uit de kleuren goudgeel en zwart, die ook zijn terug te vinden in de Vlag van Sneek. De kleuren staan voor gevaar en kracht (zwart) en wijsheid en rijkdom (goudgeel). De overige voorstellingen zijn natuurgetrouw weergegeven. Tot in de 18e eeuw komt achter het wapen van de stad ook een eik voor, mogelijk is dit een verwijzing naar de rechtseik.
De Hoge Raad van Adel, waar het wapen in 1818 is vastgelegd, omschrijft het wapen als volgt:
Een schild in de lengte doorsneden, de rechterhelft van goud beladen met een halve zwarte arend, de linkerhelft beladen met drie gouden kronen paalsgewijs geplaatst. Het schild gedekt met een gouden kroon en vastgehouden ter rechterzijde door een wildeman en ter linkerzijde door een klimmende leeuw.— Wapen van Sneek - Hoge Raad van Adel
Aengwirden
· Baarderadeel
· Barradeel
· Het Bildt
· Bolsward
· Boornsterhem
· Dokkum
· Dongeradeel
· Doniawerstal
· Ferwerderadeel
· Franeker
· Franekeradeel
· Gaasterland
· Gaasterland-Sloten
· Haskerland
· Hemelumer Oldeferd
· Hennaarderadeel
· Hindeloopen
· Idaarderadeel
· IJlst
· Kollumerland en Nieuwkruisland
· Leeuwarderadeel 
· Lemsterland
· Littenseradeel
· Menaldumadeel
· Nijefurd
· Oostdongeradeel
· Rauwerderhem
· Schoterland
· Skarsterlân
· Sloten
· Sneek
· Stavoren
· Utingeradeel
· Westdongeradeel
· Wonseradeel
· Workum
· Wymbritseradeel